# Bertil Ohlson (direktör)

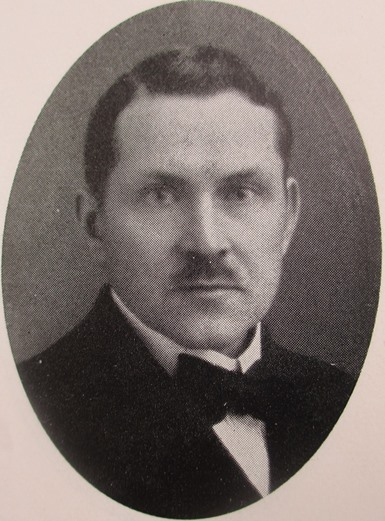
Bertil Ohlson.

Carl Bertil Ohlson, född 31 januari 1886 i Söderhamn, död 30 juli 1951 i Söderhamn, var en svensk grosshandlare.
Ohlson, som var son till grosshandlaren Carl Alfred Ohlson, genomgick Schartaus handelsinstitut i Stockholm och avlade reservofficersexamen 1907. Han var anställd i mjölfirman Thomas Pugh & Co. i London 1907–1908 och började sedan arbeta för sin far i Sverige. Han var först som kassör i C. Alf. Ohlsons Importaffär i Härnösand 1909–1913 och sedan vice verkställande direktör i AB C. Alf. Ohlson i Söderhamn 1913–1928. Efter faderns död 1928 tog han över som verkställande direktör i detta bolag. Han var ledamot av styrelsen för Skandinaviska bankens avdelningskontor i Söderhamn och ordförande i Södra Hälsinglands Engrosförening. Han var vidare dansk vicekonsul i Söderhamn från 1924.